# نهاد سلامة
نهاد سلامة (بالفرنسية: Nohad Salameh)‏ شاعرة فرنسية من أصل لبناني من مواليد عام 1947 في بعلبك بلبنان، وهي ابنة الشاعر والصحفي اللبناني يوسف فضل الله سلامة، ومتزوجة من الشاعر الفرنسي الشهير مارك ألين، وتقيم في العاصمة الفرنسية باريس.

## حياتها
وُلدت نهاد سلامة بمدينة بعلبك بلبنان عام 1947، وأنهت دراستها الثانوية بمدرسة راهبات مار يوسف الظهور بمدينة صيدا، ثم أكملت دراستها الجامعية ببيروت.

## مسيرتها المهنية
عملت نهاد سلامة بمجال الصحافة، وكانت مسؤولة عن تحرير الصفحة الثقافية في عدد من الصحف والمجلات التي تصدر باللغة الفرنسية في لبنان، ومن بينها مجلة «ماغازين»، وجريدة «الصفاء»، وجريدة «لو ريفاي» الفرنسية التي كانت تصدر خلال الحرب الأهلية في لبنان عام 1975، حيث كانت تكتب الشعر والمقالات النقدية، وتقوم بتغطية النشاطات الثقافية في بيروت، إلى أن تركت بيروت لتقيم في باريس بشكلٍ دائم.
كتبت نهاد سلامة الشعر والنقد بالفرنسية، وأنتجت منذ عام 1980 ما يقرب من 20 كتاباً ما بين مجموعات شعرية ودراسات نقدية، وتأثرت بالشاعر اللبناني جورج شحادة، وحملت أشعارها، كما وصفها الشاعر الفرنسي جان كلود رونار، روائح الشرق الحسية والصوفية.
أدرج اسم نهاد سلامة عام 2008 في أنطولوجية اللغة الفرنسية التي صدرت عن دار «سيغار» بدعم من الوكالة الدولية للفرنكوفونية، وهي الأنطولوجية التي تضم نحو 144 شاعراً فرنكوفونياً من مختلف بلدان المغرب العربي وأفريقيا، وأمريكا، والشرق الأوسط، وأوروبا، مبوبين وفق شريحة عمرية تتراوح ما بين مواليد عام 1918 وحتى عام 1980، وترفق نصين لكل مؤلف أحدهما نثري والآخر شعري، وتعتبر هذه الأنطولوجية مرجعاً يضم أسماء كبار الأدباء والشعراء في القرن العشرين مثل فرانسوا شنغ، ولوران غاسبار، وميشال بوتور، وأندريه فالتير، وجان أوليزيه.

## مؤلفاتها
ألفت الشاعرة نهاد سلامة العديد من المؤلفات التي تنوعت ما بين الدواوين الشعرية، والنصوص النثرية، والدراسات النقدية، ومنها:
- أولاد نيسان: صدر عام 1980.
- صدى الانفاس
- الكتابة الأخرى
- جنون بلون الحبر: صدر عام 1983
- غنائيات ما قبل الحلم: صدر عام 1993.
- أربعون سماء من اجل صوتك: صدر عام 1993.
- أعراس قانا: صدر عام 1996.
- بشارات أخرى: صدر عام 2012 عن دار لو كاستور أسترال بباريس.[3]

## التكريمات والجوائز
حظيت نهاد سلامة بتكريم العديد من الجهات المحلية والدولية، وحصلت على عدة جوائز أدبية من أهمها:
- وسام الثقافة الفرنكوفونية من الحكومة الفرنسية عام 1988.
- جائزة لويز لابيه للشعر النسائي الفرنسي عن ديوانها «الكتابة الأخرى»، وأُختيرت بعد فوزها عضوة بلجنة تحكيم الجائزة بباريس.
- الجائزة الدولية للمصادقات الفرنسية من جمعية الشعراء الفرنسيين في عام 1996.
- الجائزة الكبرى للشعر من جمعية أهل الأدب بفرنسا.